# The Grand Tour (muzikál)
The Grand Tour je americký muzikál. Libreto vytvořil Michael Stewart a Marka Bramble, hudbu složil a texty písní napsal Jerry Hermana. Muzikál vychází z divadelní hry S. N. Behrmana, napsané podle hry Franze Werfela Jacobowsky and the Colonel (česky Jacobowski a plukovník). 

## Inspirace
Původní divadelní hru Jacobowsky und der Oberst napsal pražský rodák Franz Werfel v roce 1942 na základě vlastních zážitků při útěku před nacisty v roce 1940 z Paříže. V roce 1944 byla hra uvedena na Broadwayi a roce 1958 byla zfilmována pod názvem Me and the Colonel. Pod názvem Jacobowski a plukovník byla jako činohra od roku 1946 (Praha) a 1947 (Ostrava) uváděna i na českých jevištích. V roce 1998 byla v režii Jiřího Menzela zaznamenána jako televizní divadelní představení Divadla na Vinohradech.
Na námět Franze Werfela též složil Giselher Klebe operu Jakobowsky und der Oberst, která měla v roce 1965 premiéru v Hamburku.

## Děj
Děj muzikálu se věnuje nepravděpodobné dvojici - S. L. Jacobowsky, polsko-židovský intelektuál, který koupil auto, ale nemůže řídit, a Stjerbinsky, aristokratický antisemitský plukovník, který řídit umí, ale nemá auto. Když se oba muži sejdou v pařížském hotelu, dohodnou se, že spojí své síly, aby unikli blížícím se nacistům. Spolu s přítelkyní plukovníka Marianne zažijí na cestách mnoho dobrodružství, ale problémy nastanou, když se Jacobowsky do mladé dívky zamiluje.

## Premiéra
The Grand Tour měla zkušební premiéru v San Franciscu v prosinci roku 1978. Recenze na muzikál po premiéře v San Franciscu byly rozporuplné: „Autoři měli dobrý potenciál, ale potřebují práci“. Joel Grey poznamenal: „Nastaly velké změny, pokud jde o tvar show... Z hlediska materiálu, tam nebylo tak mnoho. Jedna z mých písní byla vyškrtnuta a Jerry Herman pro mě napsal novou verzi.“
Po premiéře v San Franciscu byl muzikál přijat na Broadway. Premiéra proběhla v divadle Palace Theatre 11. ledna 1979. Derniéra se konala 3. března 1979 - odehrálo 61 repríz (a 17 previews). 

## Písně
| První část - I'll Be Here Tomorrow – S. L. Jacobowsky - For Poland – Colonel Tadeusz Boleslav Stjerbinsky, Mme. Bouffier and Parisians - I Belong Here – Marianne - Marianne – Colonel Tadeusz Boleslav Stjerbinsky - We're Almost There – Marianne, Szabuniewicz, S. L. Jacobowsky, Colonel Tadeusz Boleslav Stjerbinsky, Mme. Marville, Conductor and Passengers - Marianne (Reprise) – S. L. Jacobowsky - More and More/ Less and Less – Marianne and Colonel Tadeusz Boleslav Stjerbinsky - One Extraordinary Thing – S. L. Jacobowsky, Marianne, Colonel Tadeusz Boleslav Stjerbinsky, Szabuniewicz and Carnival Performers - One Extraordinary Thing (Reprise) – S. L. Jacobowsky | Druhá část - Mrs. S.L. Jacobowsky – S. L. Jacobowsky - Wedding Conversation – S. L. Jacobowsky and Bride's Father - Mazeltov – Bride's Father and Wedding Guests - I Think, I Think – Colonel Tadeusz Boleslav Stjerbinsky - For Poland (Reprise) – Marianne, Mother Madeleine and Sisters of Charity - You I Like – Colonel Tadeusz Boleslav Stjerbinsky and S. L. Jacobowsky - I Belong Here (Reprise) – Marianne - I'll Be Here Tomorrow (Reprise) – S. L. Jacobowsk |

## Hlavní role a obsazení (Premiéra na Broadwayi, 1979)
- Joel Grey – S. L. Jacobowsky
- Ron Holgate – Colonel Tadeusz Boleslav Stjerbinsky
- Florence Lacey – Marianne
- Chevi Colton – Mme. Vauclain/Mme. Manzoni/Bride's Aunt
- George Reinholt – Captain Meuller
- Jo Speros – Claudine
- Stephen Vinovich – Szabuniewicz